# 에든버러 공작 에드워드
에든버러 공작 에드워드(영어: Prince Edward, Duke of Edinburgh, 1964년 3월 10일 ~)는 영국의 왕족으로, 엘리자베스 2세 여왕과 배우자 필립 공의 삼남이다. 출생 당시 그는 영국 왕위 계승 순위 3위였지만, 세월이 흘러 왕족들의 수가 늘어나면서 현재 영국 왕위 계승 순위는 15위이다. 2000년 부인 소피와 결혼하면서, 어머니 엘리자베스 2세 여왕으로부터 웨식스 백작위를 받았다. 이후 어머니 사후 형인 찰스 3세가 갖고 있던 에든버러 공작위를 59세 생일에 받았다.
결혼식 당시 전문가들은 보통 왕의 자녀들이 결혼할 때 공작 작위를 받는 관례에 따라, 케임브리지 공작 혹은 서식스 공작 작위를 받을 것으로 예상했으나, 왕실은 에드워드 왕자가 아버지 필립 공이 사망하게 되면 새로 창시된 에든버러 공작 작위를 받게 될 것이라며, 대신 웨식스 백작 작위를 부여하였다. 이로써 에드워드는 20세기 들어, 처음으로 백작 작위를 받는 왕의 아들이 되었다.

## 칭호와 호칭

에든버러 공작 에드워드의 문장

그가 가지고 있는 작위는 다음과 같다. 모두 에드워드의 결혼식에서 엘리자베스 2세가 부여하였다.
- 웨식스 백작(1999년 6월 19일)
- 세번 자작(1999년 6월 19일)
- 포퍼 백작(2019년 3월 10일)
- 에든버러 공작(2023년 3월 10일, 일대귀족)

그의 칭호를 한꺼번에 일컬을 때는 "His Royal Highness The Prince Edward Antony Richard Louis, Earl of Wessex, Viscount Severn, Royal Knight Companion of the Most Noble Order of the Garter, Knight Grand Cross of the Royal Victorian Order, Aide-de-Camp to Her Majesty"이나 사용되는 경우는 드물다. 칭호는 에든버러 공작으로 통용되며, 호칭은 전하이다. 문서 등에 서술할 때는 흔히 약칭으로 HRH라 서술한다.
에드워드의 공식 칭호의 변천은 다음과 같다.
- 에드워드 왕자 전하(1964년 3월 10일~1999년 6월 19일)
- 웨식스 백작 전하(1999년 6월 19일~2023년 3월 10일)
- 에든버러 공작 전하(2023년 3월 10일~현재)

## 가족 관계
- 아버지: 에든버러 공작 필립
- 어머니: 엘리자베스 2세
- 배우자: 에든버러 공작부인 소피
- 딸: 레이디 루이즈 윈저
- 아들: 웨식스 백작 제임스